# Späckemåla (naturreservat)
Späckemåla är ett naturreservat i Oskarshamns kommun i Kalmar län.
Området är naturskyddat sedan 2013 och är 37 hektar stort. Reservatet består av ädellövskogar, hällmarker och betesmarker